# NGC 4503
NGC 4503 is een lensvormig sterrenstelsel in het sterrenbeeld Maagd. Het hemelobject werd op 15 maart 1784 ontdekt door de Duits-Britse astronoom William Herschel.

## Synoniemen
- UGC 7680
- MCG 2-32-118
- ZWG 70.149
- VCC 1412
- PGC 41538